# Ernest Wood (Theosoph)

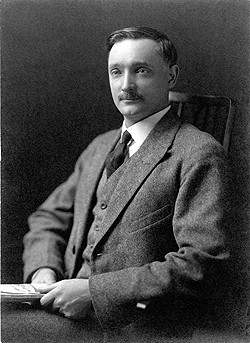
Ernest Wood

Ernest Egerton Wood (* 18. August 1883 in Manchester, England; † 17. September 1965 in Houston, USA) war ein britischer Yogi, Theosoph, Sanskrit-Gelehrter, Mnemotechniker und Autor zahlreicher Yogabücher, darunter das Meditationslehrbuch Concentration - An Approach to Meditation.

## Jugend und Ausbildung
Wood studierte am Manchester Municipal College of Technology Chemie, Physik und Geologie. Aufgrund seines Interesses für Buddhismus und Yoga – hervorgerufen durch die Lektüre von Edwin Arnolds The Light of Asia – begann er bereits als Student, Sanskrit zu lernen.

## Theosophie
Nachdem Wood als junger Mann einen Vortrag von Annie Besant gehört hatte und von ihr stark beeindruckt worden war, trat er der Manchester-Loge der Theosophischen Gesellschaft bei. Als Annie Besant Präsidentin der Theosophischen Gesellschaft Adyar geworden war, folgte Wood ihr 1908 nach Indien und wurde einer ihrer Assistenten. Auch mit Charles Webster Leadbeater, der 1909 in Adyar eingetroffen war, arbeitete Wood in zahlreichen Publikationsprojekten eng zusammen.
In der Funktion als Assistent Leadbeaters war Wood 1909 Augenzeuge der „Entdeckung“ des jungen Jiddu Krishnamurti durch Leadbeater, der ihn bald zum "Vehikel" des kommenden "Weltlehrers" erklärte. Woods Bericht über diese Vorgänge und seine zunehmend kritischen Einschätzungen finden sich in seiner 1936 veröffentlichten Autobiographie, Is this Theosophy...?, sowie in zwei späteren Artikeln.
Auf Anregung von Annie Besant begann Wood, im indischen Bildungswesen zu arbeiten und fungierte ab 1910 als Schuldirektor mehrerer von der Theosophischen Gesellschaft unterhaltener Schulen und Colleges. Wood wurde Professor für Physik sowie Schulleiter und Präsident des Sind National College und des Madanapalle College, die beide als „teaching colleges“ den Universitäten Bombay and Madras angeschlossen waren. Wood verbreitete auf zahlreichen Vortragsreisen theosophische Ideen und veröffentlichte Artikel und Bücher zu einer großen Bandbreite von Themen, darunter eine komprimierte Zusammenfassung der monumentalen Geheimlehre von Helena Petrovna Blavatsky. Seine Vortragsreisen führten Wood in viele Länder Asiens, Europas und Amerikas. Bis zum Ende des Zweiten Weltkriegs residierte Wood in Indien, danach siedelte er in die USA um.
Als Folge der Krishnamurti-Affäre, die zu einer Spaltung der TS geführt hatte, begann Wood an der Ausrichtung der Theosophischen Gesellschaft zu zweifeln. Nach Annie Besants Tod hatte Wood sich um das Amt des Präsidenten beworben, war jedoch in einem harten, von Wood als unfair empfundenen Kampf von dem Leadbeater-Anhänger George Arundale besiegt worden. Beeindruckt von Krishnamurtis Entwicklung und desillusioniert von der politischen Atmosphäre innerhalb der TS wandte sich Wood dem Studium der klassischen Yoga-Schriften zu.

## Yoga
In Indien hatte Wood intensiven Kontakt zu zahlreichen Yogis und Hindu-Gelehrten, da er als langjähriger praktizierender Yogi, Vegetarier und Abstinenzler, der sich zudem indischen Lebensgewohnheiten angepasst und Sanskrit gelernt hatte, meist herzlich aufgenommen wurde. So erhielt Wood schon während seiner frühen Jahre in Adyar vom Oberhaupt des Vedanta-Ordens Shri Shringeri Shivaganga Samasthanam in Mysore, Sri Jagat Guru Shankara Charya Swami, den Ehrentitel "Shri Sattwikagraganya", weil er sich dafür eingesetzt hatte, indische Schüler auch in Sanskrit zu unterrichten.
Trotz seiner freundschaftlichen Beziehungen zu zahlreichen Yogis wurde Wood nie offiziell Schüler eines indischen Meisters. Allerdings übte der erwachsene Krishnamurti, der als Junge in Adyar zunächst Woods Schüler gewesen war, später auf Wood einen starken Einfluss aus. Als Wood ihm 1928 in New York wiederbegegnete, war Krishnamurti gerade im Begriff, die TS zu verlassen und sich als unabhängiger Lehrer zu etablieren, da er die okkulten Hierarchien und Zeremonien der damaligen TS-Führung ablehnte. Dieses Zusammentreffen beeindruckte Wood stark und veranlasste ihn, sich einem intensiven Studium der Yoga-Klassiker zuzuwenden. Seine restlichen Lebensjahre verbrachte Wood damit, über Yoga zu schreiben. Er siedelte in die USA über, wo er für kurze Zeit als Präsident und Dekan der American Academy of Asian Studies in San Francisco fungierte. Später zog er nach Houston, Texas und arbeitete für die University of Houston. Zusammen mit seiner Frau Hilda wirkte Wood an der Gründung einer Montessori-Schule in Houston mit, die nach dem Ehepaar Wood „School of the Woods“ genannt wurde.
Bereits kurz nach seiner Ankunft in Indien 1908 hatte Wood damit begonnen, erste Hindu-Klassiker zu übersetzen. In den späten 1920er Jahren unternahm Wood mit der Unterstützung einiger Hindu-Gelehrter ein gründliches Studium der Yoga-Klassiker und veröffentlichte anschließend Übersetzungen und Kommentare berühmter Yoga-Texte, darunter Bhagavad Gita, Patañjalis Yogasutra und Shankaras Vivekachudamani. Seine Kommentare sind durchgängig von dem Bemühen gekennzeichnet, die philosophischen Ideen der klassischen Yogatexte auf die Probleme des modernen Lebens beziehen, und sie enthalten zahlreiche Anspielungen auf eigene praktischen Erfahrungen und Erlebnisse. Zusammen mit den frühen Veröffentlichungen über Konzentration und Gedächtnistraining (Concentration – An Approach to Meditation und Mind and Memory Training) sowie der kompakten Überblicksdarstellung „Yoga“ (deutsch: Grundriß der Yogalehre) enthalten Woods Schriften eine vollständige Einführung in die klassischen Texte des Raja Yoga.

## Mnemotechnik
Wood beschäftigte sich auch mit Mnemotechnik und dem Major-System. Er veröffentlichte 1936 das Buch Mind and Memory Training, das bis 1974 nachgedruckt wurde. Das Major-System, das er in diesem Buch als seine eigene Version ausgibt, ist in Wirklichkeit jedoch das System von Aimé Paris.

## Tod
Am 17. September 1965, nur wenige Tage, nachdem er seine Übersetzung des Viveka Chudamani fertiggestellt hatte, starb Wood. Diese wurde posthum unter dem Titel The pinnacle of Indian thought veröffentlicht.

## Teilverzeichnis seiner Werke

### Deutsch
- Grundriß der Yogalehre. Die Praxis und die Gedankenwelt, mit einem ausführlichen Verzeichnis des Yoga-Wortschatzes, aus dem Englischen übersetzt von Christian und Otto Albrecht Isbert, Stuttgart: Hans E. Günther Verlag 1961.

### Englisch
- The Garuda Purana (Saroddhara). The Sacred Books of the Hindus, Vol. 9. Indian Press 1911.
- The Seven Rays. 1925.
- The Intuition of the Will. The Theosophical Press 1927. ISBN 0-7661-9095-1.
- An Englishman Defends Mother India. A Complete Constructive Reply to „Mother India“, Ganesh & Co. 1929, revised 1930.
- The Occult Training of the Hindus, 1927 (republished in 1976 under the title Seven Schools of Yoga by the Theosophical Publishing House).
- The Song of Praise to the Dancing Shiva. Ganesh & Co. 1931.
- Mind and Memory Training. Theosophical Publishing House 1936.
- Is this Theosophy...? (Autobiography) Rider & Co. 1936. ISBN 0-7661-0829-5.
- Practical Yoga, Ancient and Modern, with an Introduction by Paul Brunton. E.P. Dutton & Co., Inc. 1948.
- Concentration - An Approach to Meditation. Theosophical Publishing House 1949. ISBN 0-8356-0176-5.
- Practical Yoga, Ancient and Modern, Being a New, Independent Translation of Patanjali's Yoga Aphorisms, Interpreted in the Light of Ancient and Modern Psychological Knowledge and Practical Experience. Rider and Company 1951.
- The Glorious Presence, A Study of the Vedanta Philosophy and Its Relation to Modern Thought, Including a New Translation of Shankara's Ode to the South-Facing Form. Rider & Co. 1952.
- Great Systems of Yoga. Philosophical Library 1954.
- The Bhagavad Gita Explained, With a New and Literal Translation. New Century Foundation Press 1954.
- Yoga Dictionary. Philosophical Library 1956.
- Zen Dictionary. Philosophical Library 1957. ISBN 0-14-021998-6.
- Yoga. Penguin Books 1959. Revised 1962.
- A Study of Pleasure and Pain. The Theosophical Press 1962.
- Vedanta Dictionary. Philosophical Library 1964.
- The Pinnacle of Indian Thought, Being a new, independent translation of the Viveka Chudamani (Crest Jewel of Discrimination) with commentaries. The Theosophical Publishing House, 1967.
- Come Unto Me and Other Writings. The Theosophical Publishing House 2000.